# Херцеле, Альбрехт фон
Отто Филипп Альбрехт фон Херцеле (нем. Otto Philipp Albrecht Freiherr von Herzeele, род. 23 июня 1821 в местечке Gut Vietgest, Landkreis Güstrow; дата смерти точно неизвестна) немецкий ботаник и естествоиспытатель.

## Жизнь
Фон Херцель выходец из известной Антверпенской семьи. Отец полковник Корнелиус фон Херцеле (Herzeele), мать Тереза Линденау.
Херцеле изучал с 1841 по 1842 медицину в Женевском университете и с 1843 по 1846 г. в Университете имени Гумбольдта в Берлине. В 1849 г. он опубликовал в Берлине свою пьесу «Маркиз Помбал». Позже он жил и работал в Ганновере.
В 1873 году он опубликовал работу «Происхождение неорганических веществ». Ему принадлежит фраза: «Не земля рождает растения, а растения землю.»"
Проведенные им с 1875 по 1883 года несколько сотен экспериментов убедили его в возможности биологических трансмутаций. Стоит заметить, что эксперименты по выращиванию растений из семян (или других частей растения) в герметичных колбах, на гидропонике с контролем состава питательного раствора и др, а также химический анализ золы выполнены на довольно высоком профессиональном уровне.
Хотя тема биологической трансмутации воспринимается сегодня исключительно как лженаука, за более чем 130 лет никто так и не попытался (во всяком случае в научной литературе не упоминаются) провести подобные эксперименты, чтобы определить валидность (доказать или опровергнуть) результатов Херцеля.